# イゴール・サヴィツキー記念カラカルパクスタン共和国国立美術館
イゴール・サヴィツキー記念カラカルパクスタン共和国国立美術館（ウズベク語: I.V. Savitskiy atındaģı Qaraqalpaqstan kórkem-óner muzeyi / И.В.Савицкий номидаги Қорақалпоғистон давлат санъат музейи、通称：ヌクス美術館）は、カラカルパクスタン共和国のヌクスにある美術館である。

## 沿革
1966年開館。

## コレクション
キエフ出身のイゴール・サヴィツキーが収集したカラカルパクスタン及びウズベキスタンの民族学資料及び、ロシア・アヴァンギャルドの絵画群が中心である。とりわけ、サヴィツキーが国家の弾圧下にあった前衛芸術の作品をペレストロイカ以前に半ば公然と収集し続けたことが、ソ連崩壊後、西側世界に知られるようになった。旧ソ連地域の中ではロシア美術館に次ぐ前衛芸術のコレクションを誇る。